# Marino Marini (cantante)
Marino Marini (Seggiano, 11 maggio 1924 – Milano, 20 marzo 1997) è stato un cantante, pianista, compositore, bandleader e produttore discografico italiano.

## Biografia
Nato in Toscana da una famiglia di musicisti originaria di Montecelio, vicino a Roma, trascorre l'adolescenza a Bologna dove studia violino e composizione al conservatorio e nello stesso tempo consegue il diploma di elettrotecnico.
Tra mille difficoltà, comincia a lavorare come insegnante di musica, ma presto viene chiamato alle armi. Dopo la guerra, viene ingaggiato come direttore artistico di un teatro di Napoli e intanto perfeziona la sua formazione musicale al locale Conservatorio di San Pietro a Majella.
Nell'agosto del 1949 accetta un contratto come musicista di bordo sulla nave polacca Sobieski e arriva così negli Stati Uniti. Qui resta sei mesi e si stabilisce al Greenwich Village, dove incontra personaggi come Dizzy Gillespie e Stan Kenton, familiarizzando con i classici della musica di Broadway e con il be-bop. La scena musicale jazz americana lascerà una profonda influenza sul suo stile musicale.
Al suo ritorno in Italia, comincia a scrivere temi per colonne sonore e forma un quartetto che viene ingaggiato in locali notturni e balere. Al night La Conchiglia di Napoli resta per ben cinque anni dando prova del suo talento non solo come musicista, ma anche come animatore e intrattenitore. Il suo repertorio spazia dagli standard internazionali (I love Paris, Rico vacilon) alle canzoni napoletane (La pansé, Io mammeta e tu, 'E spingule frangese) felicemente reinterpretate in versione ballabile, spesso seguendo le mode e i ritmi del momento.
Nel 1955 va a Milano dove si esibisce al Caprice e pubblica i primi dischi sotto etichetta Durium; nel 1956 fa la sua prima apparizione in TV, nel 1958 debutta a Parigi dove ottiene un inaspettato quanto clamoroso successo all'Olympia e comincia a vendere i suoi dischi. Il suo brano più celebre diventa Bambino, versione francese di Guaglione, che viene poi ripresa con grande riuscita da Dalida nel 1956 portando la cantante al successo, così come almeno altre quindici canzoni. Un'altra cantante in qualche modo debitrice verso la musica di Marini è Caterina Valente, che più volte ha incluso nel proprio repertorio brani portati al successo da lui.

Aprile 1957 – Marino Marini ed il suo quartetto al "Kursaal di Ostenda", Belgio. Dall'alto verso il basso: Ruggero Cori, Marino Marini, Sergio Peppino e Totò Savio.

Il suo successo si allarga fuori dai confini d'Europa, raggiungendo il Medio Oriente, l'America Latina e il Giappone.
Nel 1958 arriva in Gran Bretagna, dove fa da spalla a Jerry Lewis in uno spettacolo al London Palladium. Anche nel Regno Unito avrà un grande successo, tanto che lo stesso Paul McCartney in alcune interviste ha riferito che anche suo padre aveva diversi dischi di Marino Marini nella sua collezione.
Il suo successo passa anche per l'intelligente riarrangiamento di brani di altri autori quali Domenico Modugno (Piove (ciao ciao bambina), Lazzarella), Rocco Granata (Marina), Renato Carosone (Maruzzella). Nel 1960 si presenta al Festival di Napoli come arrangiatore e direttore d'orchestra dei brani in gara, nonché come solista con Ue ue che femmena, conquistando il secondo posto.
Nello stesso anno il suo gruppo si scioglie e Marini è costretto a cercare altri musicisti che possano ancora accompagnarlo nei numerosi spettacoli per i quali si è impegnato. Sono questi gli anni dei suoi successi nell'Europa dell'est e nella stessa Unione Sovietica, meta quasi impossibile a quel tempo per un artista occidentale.
Il brano più celebre composto da Marino Marini è La più bella del mondo, che però otterrà maggior successo commerciale nella versione di Don Marino Barreto Junior.
Nel 1970 debutta nel suo gruppo (che in quel periodo accompagna la cantante Niky) come chitarrista Eugenio Finardi.
Pur ritirandosi dall'attività dal vivo negli anni sessanta, Marini continua a lavorare nell'industria discografica come talent scout e produttore musicale. Nel 1966 fonderà inoltre insieme alla moglie Anna Scocca la casa discografica Tiffany.
Con la chiusura dell'etichetta, diventa dirigente della Fonit Cetra.
Muore a Milano nel 1997. Le sue ceneri sono state tumulate in una celletta del Cimitero Maggiore di Milano, nella quale nel 2004 sono state tumulate anche le ceneri della moglie.

## Marino Marini ed il suo quartetto
- Marino Marini: voce, pianoforte
- Ruggero Cori: voce, basso (1954-1960).
- Vittorio Benvenuti: voce, basso (1960-1963).
- Franco Cesarico: voce, basso (1963-1966).
- Sergio Peppino: batteria (1954-1958).
- Angelo Piccarreta: batteria (1958-1960).
- Potito Dipace: batteria (1960-1963).
- Totò Savio: chitarra (1954-1960).
- Bruno Guarnera: chitarra (1960-1963).
- Francesco Ventura: chitarra (1963-1966).
- Sergio Carmine: batteria (1963-1966).

## Discografia parziale

### Album
- 1955 - Allegri ballabili (I) (Durium, ms A 535)
- 1955 - Allegri ballabili (II) (Durium, ms A 542) Maruzzella (Carosone – Bonagura) / Aummo… aummo (L. e G. Cioffi) / ‘E stelle ‘e Napule (Galdieri – Bonavolontà) / Giuvanne cu ‘a chitarra (Canzio – Oliviero) / Italian mambo (Merrill) / Mister Sandman (Ballard) / C'est magnifique (Porter) / Hàgi bàba (Tiomkin – Washington)
- 1955 - Allegri ballabili (III) (Durium, ms A 553) Zingarella (Romeo) / ‘Na voce ‘na chitarra e ‘o poco ‘e luna (Rossi – Calise) / ‘O scupatore (Germini) fox mod. - / Stu mambo cha cha cha (Fontana – Marini) / Scapricciatiello (Vento – Albano ritmo all. - / La pensè (Pisano – Rendine) / Marianto' (Capo – Marini) / Sophia (Caputo – Framel) bajon napoletano- canta Ruggero Cori
- 1956 - Allegri ballabili (IV) (Durium, ms A 559)
- 1957 - Marino Marini ed il suo quartetto (Durium, ms A 571) Lisboa antigua (Galhardo – Do Vale – Salina – Portela) / Chella llà (Bertini – Taccani) / Que serà serà valzer (Livingston – Evans) / Donne e pistole (Valleroni – Marini) / Rock around the clock (De Knight – Freedman) / La più bella del mondo (Marini) / Only you (B. e A. Ram) / Guaglione (Nisa – Fanciulli)
- 1957 -  Marino Marini ed il suo quartetto (Durium, ms A 580) Bella, ‘o padrone s'a venne (Fontana – Marini) / Parlami d'amore Mariù (Neri – Bixio) / Alamo (Jim Bowie) (Steiner – McRae – Clare – Ardo) /  Pulecenella (Parente – Palliggiano) / Nata tu si' pe' mme (Rusconi – Buttafava) / Domani [Tomorrow] (Minucci – Deani) /  Miguel (Cabrera) mambo napoletano / Luna lunatica (Testoni – Bassi)
- 1957 - Marino Marini ed il suo quartetto (Durium, ms A 584)
- 1957 - Marino Marini ed il suo quartetto (Durium, ms A 77001)
- 1958 - Marino Marini ed il suo quartetto (Durium, ms A 596)
- 1958 - Un'ora con Marino Marini e il suo complesso (Durium, 16001)
- 1958 - Marino Marini ed il suo quartetto nº 2 (Durium, ms A 77013)
- 1959 - Marino Marini ed il suo quartetto (Durium, ms A 602)
- 1959 - Marino Marini ed il suo quartetto nº 3 (Durium, ms A 77016)
- 1960 - Marino Marini ed il suo quartetto vol. 4 (Durium, ms A 77029) Sei bella (Marini) / Ritroviamoci (Calabrese - Rossi) / Romantica (Rascel - Verde) / Lisbona mia (Marini) / Un telegramma (Garcia - Segura - Marini - Pinchi) / Notte mia (De Martino - Zanfagne) / Basta un poco di musica (Calcagno - Marini) / Giuvannino alla Torretta (Pazzaglia - Marini) // Marina (Granata) / Tu non sai (Marini) / Libero (Migliacci - Modugno) / I Sing Ammore (Calabrese - Massara) / Quando dicesti si (De Lorenzo - Olivares) / È vero (Nisa - Bindi) / Kriminal tango (Trombetta - Locatelli) / Maria Maddalena (Pinchi - Marini)
- 1960 - Festival di Napoli 1960 (Durium, ms A 77037)
- 1960 - Marino Marini ed il suo quartetto nº 5 (Durium, ms A 77041)
- 1962 - Marino Marini ed il suo quartetto nº 6 (Durium, ms A 77056)
- 1964 - Marino Marini ed il suo quartetto (Durium, ms A 77090)
- 1981 - La più bella del mondo (Durium, LdA 6058)[5]

### Singoli
- 1955 - Parata di giocattoli / O (Durium, Ld A 6025)
- 1955 - Papa Loves Mambo (Babbo ama il mambo) / Miguel (Durium, Ld A 6026)
- 1956 - Casanova / Learnin' The Blues (Durium, Ld A 6034)
- 1956 - Lucianella / Sole giallo (Durium, Ld A 6035)
- 1956 - Sweet And Gentle / Rico Vacilon (Durium, Ld A 6046)
- 1956 - Lettre a Virginie / Hagi Baba (Durium, Ld A 6049)
- 1956 - Pesca Pascà / Seven Lonely Days (Durium, Ld A 6057)
- 1956 - La più bella del mondo / Shine On Harvest Moon (Durium, Ld A 6058)
- 1956 - Guaglione / Che m'è 'mparato a ffà (Durium, Ld A 6059)
- 1956 - Que será será / Lisboa antigua (Durium, Ld A 6069)
- 1957 - Luna lunatica / Che c'è Conce'? (Durium, Ld A 6086)
- 1957 - Armen's Theme (Tema Armeno) / Pulecenella (Durium, Ld A 6087)
- 1957 - Basta un poco di musica / Vogliamoci tanto bene (Durium Ld A 6110)
- 1957 - Don Ciccio 'o piscatore / Mariantò (Durium Ld A 6112)
- 1958 - Domenica è sempre domenica / La bella del giorno (Durium, Ld A 6218)
- 1958 - Come prima / Se so' scetate l'angele (Durium, Ld A 6289)
- 1958 - 'A grazia / Mi piace cantar (Durium, Ld A 6311)
- 1958 - Peppenella / Povera chitarrella (Durium, Ld A 6312)
- 1959 - I Could Have Danced All Night / Sauna Bad (Durium, Ld A 6343)
- 1959 - Lullaby Of Birdland / Blue Stars (Durium, Ld A 6344)
- 1959 - Piove / Avevamo la stessa eta' (Durium, Ld A 6481)
- 1959 - Lì per lì / Una marcia in Fa (Durium, Ld A 6484)
- 1959 - Pimpollo / Mambo 17-23 (Durium, Ld A 6500)
- 1959 - Just Young / Eso es el amor (Durium, Ld A 6501)
- 1959 - Don Nicola 'o cosacco / 'E scalelle o' 'o paraviso (Durium, Ld A 6502)
- 1959 - Vieneme 'nzuonno / Sarra' chi sa...! (Durium, Ld A 6585)
- 1959 - Giuvannino alla Torretta / Quando dicesti si (Durium, Ld A 6613)
- 1959 - Basta un poco di musica / Come Softly To Me (Durium, Ld A 6614)
- 1959 - Vamos / Quando dicesti si (Durium, Ld A 6615)
- 1959 - Honey Moon / Basta un poco di musica (Durium, Ld A 6620)
- 1959 - Marina / Sei bella (Durium, Ld A 6679)
- 1959 - Lettera a Pinocchio / Dormi, dormi, dormi (Sleep, Sleep, Sleep) (Durium, Ld A 6680)
- 1959 - Lisbona mia / Un telegramma (Durium, Ld A 6681)
- 1959 - I Sing ammore / Ritroviamoci (Durium, Ld A 6720)
- 1959 - Maria Maddalena / Kriminal tango (Durium, Ld A 6721)
- 1960 - Libero / Notte mia (Durium, Ld A 6746)
- 1960 - Romantica / È vero (Durium, Ld A 6747)
- 1960 - Oh, oh, Rosy / Luna napoletana (Durium, Ld A 6788)
- 1960 - Abbracciami / Ciao Porto (Durium, Ld A 6789)
- 1960 - Tintarella di luna / Quando vien la sera (Durium, Ld A 6790)
- 1960 - Mustafà / Lasciate star la Luna (Durium, Ld A 6791)
- 1960 - Cocane Bill / I' ballo 'o tango ('ncoppa 'e scarpe 'e Concettina) (Durium, Ld A 6813)
- 1960 - Maria Maddalena / Luna Napoletana (Durium, Ld A 6821)
- 1960 - Serenata a Margellina / 'Sti 'mmane... (Durium, Ld A 6832)
- 1960 - 'O prufessore 'e Carulina / Uè, uè, che femmena! (Durium, Ld A 6834)
- 1960 - 'E stelle cadente / Un urlatore a Napoli (Durium, Ld A 6835)
- 1960 - 'Sti 'mmane... / Serenata a Margellina (Durium, Ld A 6837)
- 1960 - Musica 'mprovvisata! / S' e' avutato 'o viento (Durium, Ld A 6841)
- 1960 - Briciole di baci / Ho la testa come un ballon (Durium, Ld A 6848)
- 1960 - Lampione di Montmartre / Baciare, baciare (Durium, Ld A 6849)
- 1960 - Les enfants du Pirée (Uno a me ed uno a te) / Gridalo al mondo (Durium, Ld A 6904)
- 1960 - Amore a Palma de Mallorca / Pezzettini di bikini (Durium, Ld A 6905)
- 1960 - Era scritto nel cielo / T'amerò dolcemente (Makin' Love) (Durium, Ld A 6931)
- 1960 - Coriandoli / Vamos (Durium, Ld A 6951)
- 1960 - Era scritto nel cielo / Fermati (Durium, Ld A 6952)
- 1960 - Maschere - Maschere - Maschere / Un'ora senza te (Durium, Ld A 6984)
- 1960 - Amore a Palma de Mallorca / Fermati (Durium, Ld A 6989)
- 1961 - Calcutta (Io parto per Calcutta) / Non sei mai stata così bella (Durium, Ld A 7026)
- 1961 - Il tango della gelosia (Jealous of You) / Un'ora senza te (Durium, Ld A 7027)
- 1961 - Un tango cha cha cha / Petronio cha cha cha (Durium, Ld A 7043)
- 1961 - Ti regalo la Luna / Dimmelo in settembre (Durium, Ld A 7044)
- 1961 - Let's Twist Again (Balliamo il twist) / Twist In Love (Durium, Ld A 7110)
- 1961 - Da-da-um-pa / Din-din-dera (Durium, Ld A 7111)
- 1961 - Moliendo café / Rosita cha cha cha (Durium, Ld A 7126)
- 1961 - Non mi dire di no / Un nuovo cielo (Durium, Ld A 7127)
- 1962 - Bella, bella bambina / Quando mi baci (Durium, Ld A 7141)
- 1962 - Non mi dire di no / Rosita cha cha cha (Durium, Ld A 7148)
- 1962 - Tango italiano / Quando... quando... quando (Durium, Ld A 7150)
- 1962 - Addio... addio... / Vestita di rosso (Durium, Ld A 7151)
- 1962 - Jessica / It's Better To Love (Durium, Ld A 7152)
- 1962 - Irena / Caterina (Durium, Ld A 7170)
- 1962 - Caffettiera twist / Mille luci (Durium, Ld A 7183)
- 1962 - Esperanza / Poco pelo (Durium, Ld A 7184)
- 1962 - Jessica (la bella ragazza) / Caterina (Durium, Ld A 7185)
- 1962 - Quando... quando... quando / So schön kann Liebe nur mit dir sein (Non sei mai stata così bella) (Durium, Ld A 7195)
- 1962 - Oh! Ma-ma twist / La canzone dell'amore (Durium, Ld A 7201)
- 1962 - Amen twist / Tanto innamorata (Durium, Ld A 7215)
- 1962 - Desafinado / Chega de saudade (Durium, Ld A 7219)
- 1962 - Stonato (Desafinado) / Stare separato (Chega de saudade) (Durium, Ld A 7220)
- 1962 - Perdoname / Lolita Ya Ya (Durium, Ld A 7221)
- 1962 - Madison Girl / Maria Maddalena (Durium, Ld A 7227)
- 1963 - Baciami stasera / Tre lunghi baci (Durium, Ld A 7267)
- 1963 - Non ha più luce il mondo / Tel-Aviv (Durium, Ld A 7281)
- 1963 - Giovane giovane / Amor, mon amour, my love (Durium, Ld A 7282)
- 1963 - Uno per tutte / Non costa niente (Durium, Ld A 7283)
- 1963 - Paperina / Buon Natale (Durium, Ld A 7335)
- 1963 - Amo solo te / Sono pazzo di te (Durium, Ld A 7336)
- 1964 - Che me ne importa... a me / 20 km. al giorno (Durium, Ld A 7348)
- 1964 - Stasera no-no-no / Sorrisi di sera (Durium, Ld A 7349)
- 1964 - Bella bionda / Il surf che piace a me (Durium, Ld A 7371)
- 1964 - Ho capito che ti amo / Mi sento stupido (Durium, Ld A 7389)
- 1964 - Così simpatica / Irena (Durium, Ld A 7410)
- 1965 - Letkis-jenka / Sekaletka (Durium, Ld A 7412)
- 1965 - Sulla riva del mare / Io e te... a taormina (Durium, Ld A 7439)
- 1965 - El "Quando" / Spazio (Durium, Ld A 7462)
- 1967 - Quello che hai fatto a me / Con quella faccia (Tiffany, TIF 527)

### EP
- 1957 - La più bella del mondo / Domenica è sempre domenica // Strada 'nfosa / L'amore non conosce confini (Durium, ep A 2013)
- 1958 - Piove / Avevamo la stessa età // Una marcia in fa / Nessuno (Durium, ep A 2018)
- 1958 - I Love Paris / Mambo italiana // Mister Sandman / C'est magnifique (Durium, ep A 3010)
- 1958 - Giuvanne cu 'a chitarra / Buongiorno tristezza // Maruzzella / 'Na voce 'na chitarra  (Durium, ep A 3011)
- 1958 - Stu mambo cha cha cha / Zingarella // Mariantò / Scapricciatiello (Durium, ep A 3014)
- 1958 - Don Ciccio 'o piscatore / Il mazzo di mammole // 'O scupatore / Sophia  (Durium, ep A 3015)
- 1958 - Chella llà / Only You // Lisboa antigua / Que serà serà   (Durium, ep A 3045)
- 1958 - Vogliamoci tanto bene / Armen's Theme // Basta un poco di musica / Che c'è Concè  (Durium, ep A 3049)
- 1959 - Pulecenella / Guitar Boogie // Guaglione / La Pansè  (Durium, ep A 3060)
- 1959 - Strignete a 'mme / Primma, siconda a terza // 'E spingule frangese / Io mammeta e tu  (Durium, ep A 3061)
- 1960 - Marino Marini ed il suo quartetto (Durium, ep A 3071)
- 1960 - Marino Marini ed il suo quartetto (Durium, ep A 3079)
- 1960 - Marino Marini ed il suo quartetto (Durium, ep A 3088)
- 1960 - Marino Marini ed il suo quartetto (Durium, ep A 3120)
- 1960 - Marino Marini ed il suo quartetto (Durium, ep A 3146)
- 1960 - Marino Marini ed il suo quartetto (Durium, ep A 3157)
- 1959 - Giuvannino alla Torretta / Nina Ninetta // Basta un poco di musica / Tu non sai (Durium, ep A 3171)
- 1959 - Guarda che luna / Vamos // Come Softly To Me / Quando dicesti si (Durium, ep A 3179)
- 1959 - Marina / Sei bella // Lisbona mia / Un telegramma (Durium, ep A 3192)
- 1959 - Kriminal tango / Maria Maddalena // Ritroviamoci / I Sing Ammore (Durium, ep A 3202)
- 1960 - Libero / È vero // Romantica / Notte mia (Durium, ep A 3209)
- 1960 - Abbracciami / Lasciate star la luna // Oh, Oh, Rosy / Mustafà (Durium, ep A 3218)
- 1960 - Ciao Porto / Tintarella di luna // Quando vien la sera / Luna napoletana (Durium, ep A 3219)
- 1960 - Marina / Sei bella/ // Quartetto Radar con Tony de Vita Carina / Cerasella (Durium, ep A 3225)
- 1960 - 8º Festival della Canzone Napoletana - 1960 Uè, uè, che femmena / 'O prufessore 'e Carulina // 'E stelle cadente / Un urlatore a Napoli (Durium, ep A 3229)
- 1960 - Segretamente / 'Sti 'mmane // Serenata a Margellina / Serenatella c''o si e c''o no (Durium, ep A 3231)
- 1960 - Premier bal / Ma Gigolette // Je suis fou de toi / Ma petite Monique (Durium, ep A 3232)
- 1960 - Coriandoli / Ho la testa come un pallon // Baciare, baciare / Briciole di baci (Durium, ep A 3233)
- 1960 - Les enfants du Pirée / Amore a Palma de Mallorca // Pezzettini di bikini / Gridalo al mondo (Durium, ep A 3245)
- 1960 - Era scritto nel cielo / T'amerò dolcemente (Makin' Love) // Dolcemente / Fermati (Durium, ep A 3253)
- 1961 - Il tango della gelosia (Jealous of You) / Non sei mai stata così bella // Calcutta (Io parto per Calcutta) / Un'ora senza te (Durium, ep A 3270)
- 1961 - Dimmelo in settembre / Ti regalo la luna // Petronio cha cha cha / Un tango cha cha cha (Durium, ep A 3278)
- 1961 - Kriminal tango / Hernando's Hideaway // Un tango cha cha cha / I' ballo 'o tango ('ncoppa 'e scarpe 'e Concettina) (Durium, ep A 3283)
- 1961 - Twist In Love / Balliamo il twist // Da-da-um-pa / Din-din-dera (Durium, ep A 3290)
- 1961 - Moliendo café / Rosita cha cha cha // Bella, bella bambina / Non mi dire di no (Durium, ep A 3291)
- 1962 - Tango italiano / Quando... quando... quando // Addio... addio... / Vestita di rosso (Durium, ep A 3297)
- 1962 - Jessica / It Is Better To Love // Caterina / Irena (Durium, ep A 3300)
- 1962 - Caffettiera twist / Mille luci // Esperanza / Poco pelo (Durium, ep A 3302)
- 1962 - Perdoname / Lolita Ya Ya // Desafinado / Chega de saudade (Durium, ep A 3308)
- 1963 - Sanremo 1963 Uno per tutte / Non costa niente // Giovane giovane / Amour, mon amour, my love (Durium, ep A 3312)
- 1963 - Tel-Aviv / Non ha più luce il mondo // Tre lunghi baci / Baciami stasera (Durium, ep A 3317)
- 1964 - Festival de la Canción del Mediterráneo  La ragazza su misura / Ho capito che ti amo // M'annoio la domenica / Mi sento stupido  (Durium, ep A 3328)

### Flexi disc
Si tratta di dischi a 45 giri di sottile plastica flessibile, incisi da un solo lato e allegati a riviste musicali (o offerti in omaggio con prodotti commerciali); nel caso di Marino Marini, sono tutti allegati alla rivista musicale Il Musichiere, nata sull'onda dell'omonima trasmissione.
- 1960 I' te vurria vasà (The Red Record, N. 20072; allegato a Il Musichiere Nº 83 del 30 luglio 1960)